# Viciria peckhamorum
Viciria peckhamorum är en spindelart som beskrevs av Roger de Lessert 1927. Viciria peckhamorum ingår i släktet Viciria och familjen hoppspindlar. Inga underarter finns listade i Catalogue of Life.